# Bádenský mír
Bádenský mír uzavřený 7. září 1714 ve švýcarském Badenu v kantonu Aargau je jednou z mírových dohod na konci války o španělské dědictví.

## Okolnosti
Uzavření Bádenského míru následovalo po mírových dohodách v Utrechtu a Rastattu. Císař Karel VI. původně nesouhlasil s výsledkem Utrechtského míru, ale po krátkém pokračování války byl nucen 7. března 1714 za Rakousko přijmout podmínky Rastattského míru. To znamenalo konec války. V Bádenském míru byly mimo jiné uzavřeny formálně dosud chybějící dohody se Svatou říší římskou.
- Výsledek mírové smlouvy císaři přineslo celé španělské Nizozemí a španělské vedlejší země v Itálii, tedy Neapol (bez Sicílie), Milán, Mantova a Sardinie.
- Francie vyklidila dobytá území v Breisgau a výměnou si ponechala falcký Landau.
- Wittelsbašští kurfiřti Bavorska (Maxmilián II. Emanuel) a Kolína (Josef Klement Bavorský) získali zpět svá území a důstojnosti.
- Díky bádenskému míru si císař Karel VI. udržel titul krále Španělska a španělské dědictví. Všechny tyto španělské tituly byly pro Karla fakticky bezcenné, protože skutečnou moc ve Španělsku si udržel Filip V.